# Operación Carne Débil

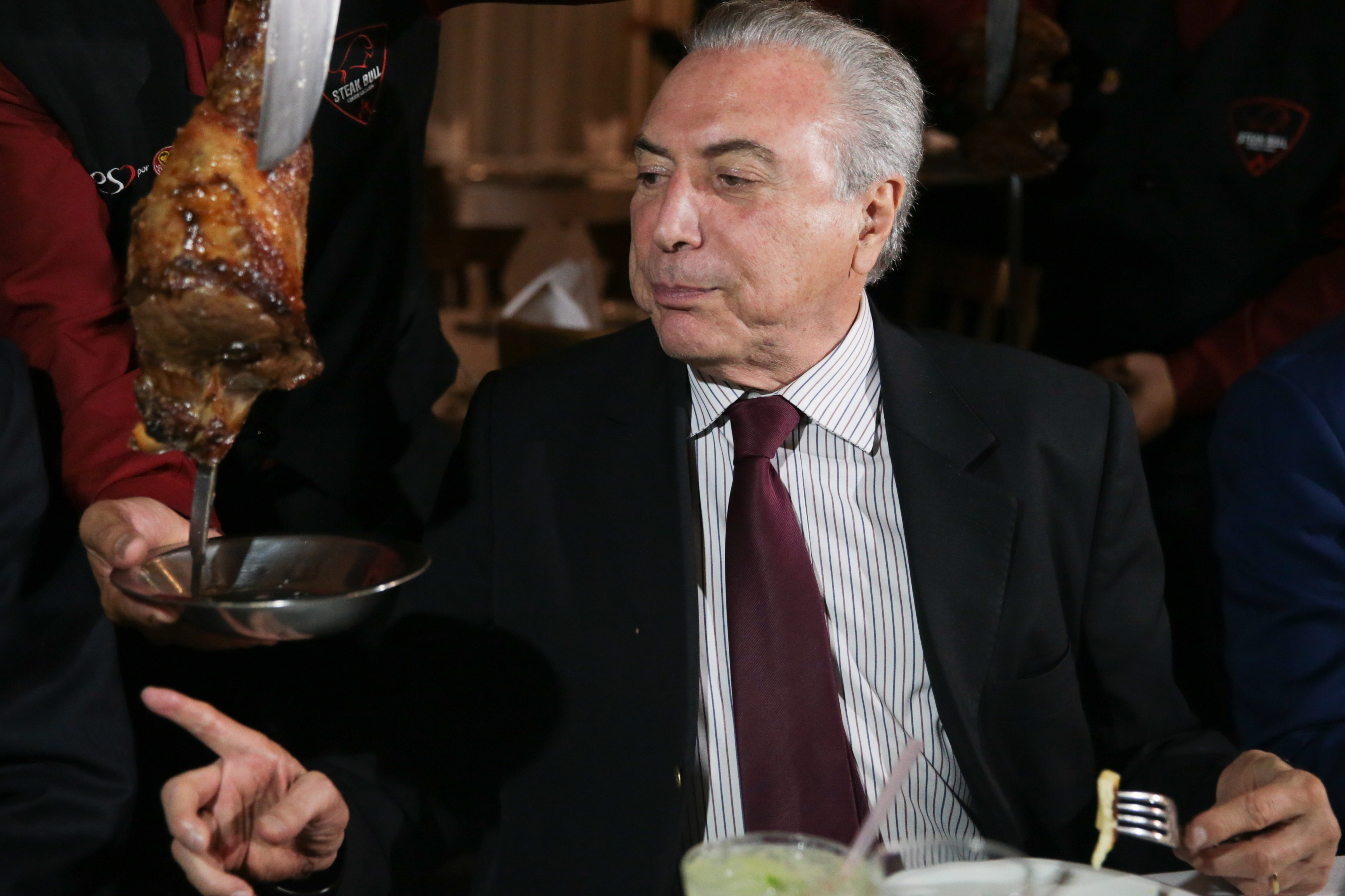
Después de reunirse en el Palacio del Planalto, el presidente Michel Temer cena en un asador con ministros y embajadores.

La «Operación Carne Débil» (en portugués: Operação Carne Fraca) es una operación policial de la Policía Federal de Brasil para combatir el crimen y la corrupción que comenzó el 17 de marzo de 2017, en donde la Policía Federal brasileña investigó algunas de las empresas de procesamiento de carne más grandes e importantes del país. Se descubrió que una extensa red de sobornos que involucra a varias empresas de carne y avícola y a decenas de inspectores agropecuarios del Ministerio de Agricultura, Ganadería y Abastecimiento de Brasil. Estos últimos recibían dinero a cambio de certificar productos cárnicos y avícolas no aptos para el consumo humano.
La denominada operación "carne débil" duró dos años, abarcó a 7 estados del país y destapó las tácticas fraudulentas de 19 empresas para adulterar productos descompuestos, cambiar las fechas de vencimiento y falsificar documentos.
Ella fue el detonante del escándalo, que señaló que las empresas más grandes de la Industria cárnica brasileña - JBS, propietario de marcas Seara, Swift, Friboi y vigor, y BRF, propietario de Sadia y Perdigão - están acusados de adulterar la carne que se vende en el mercado interna y externa. En total, el escándalo de la carne adulterada en Brasil involucra a más de 30 empresas de alimentos en el país, acusado de vender carne en mal estado, cambiar la fecha de vencimiento, conforman la apariencia y el uso de productos químicos supuestamente cancerígenos para buscar la carne de segunda mano echado a perder, al tiempo que señala los agentes del Estado acusados de liberar la carne.

## Hechos
La llamada Operación Carne Débil de la Policía Federal brasileña, dada a conocer el 17 de marzo de 2017 destapó que varias empresas, entre las que se encuentran las más importantes de Brasil, adulteraban la carne que vendían en el mercado interno y externo.
El enorme operativo, que llevó 2 años y abarcó siete estados del país, también desbarató una extensa red de sobornos en la que estarían implicados decenas de inspectores encargados de certificar que los productos cumplían con los requerimientos sanitarios.
Entre las empresas señaladas se encuentran BRF y JBS, que figuran entre las mayores exportadoras mundiales de carnes. Sus responsables han negado que las acusaciones de las autoridades sean ciertas.
"Usaban ácidos y otros productos químicos, en algunos casos cancerígenos, para disimular las características físicas del producto podrido y su olor", dijo Mauricio Moscardi, jefe de la Policía Federal de Brasil, en conferencia de prensa. También modificaban las fechas de vencimiento de los productos e inyectaban agua a la carne para aumentar su peso, entre otras prácticas fraudulentas.
La Policía Federal de Brasil indicó que varios productos Cárnicos y Aviarios fueron exportados a varias regiones del mundo. 

## Vínculos con la política
En la rueda de prensa, Mauricio Moscardi afirmó también que "la investigación deja bien claro que una parte del dinero de las coimas era revertido para partidos políticos".Aseguró que miembros del Partido del Movimiento Democrático Brasileño, que lidera el presidente Michel Temer, y del Partido Progresista, estaban implicados en el escándalo, pero no dio nombres.

## Consecuencias
La República Federativa de Brasil es el principal exportador de estos productos en el mundo. Anualmente, el gigante sudamericano vende US$5.500 millones de carne de res y US$6.500 millones en pollo.Su carne llega a 150 países, la mayoría de la Unión Europea y Asia. El sector representa el 7,2% de sus exportaciones, por lo que el escándalo ha sacudido las estructuras más profundas del gobierno de Michel Temer. La empresa JBS, una de las empresas involucradas es el mayor exportador de carne de res del mundo, con unos ingresos de US$55.000 millones y un mercado que abarca 150 países y el escándalo ha generado un daño a la calidad de los principales productos agropecuarios brasileños de exportación y a sus ventas en el extranjero.

### Empresas y funcionarios involucrados
De acuerdo a la Policía Federal, las principales empresas salpicadas por el escándalo son los grupos JBS y BRF.JBS, líder mundial y que controla las marcas Big Frango, Seara Alimentos y Swift y BRF, es propietaria de las marcas Sadia y Perdigão. JBS, llamada así por la iniciales de su fundador, José Batista Sobrinho, es una empresa con más de 60 años en el mercado y es considerada la principal productora de carnes del mundo.Por su parte, BRF es el mayor exportador de carne aviar del mundo.Por su parte, BRF (por Brasil Foods o Alimentos Brasil) fue el resultado de la fusión en 2009 de Sadia S.A. y Perdigão S.A, que cuenta con más de 105.000 empleados y funciona en el sur del país, donde se ha concentrado el escándalo.
Estos dos grupos controlan el mercado brasileño. Por esa razón, este fin de semana lanzaron sendas campañas de relaciones públicas para dar tranquilidad a los consumidores internos.Ambas empresas niegan cualquier mal procedimiento en el proceso de producción de la carne y los pollos.Representantes de ambas empresas han negado las acusaciones de las autoridades policiales. Además, de acuerdo al reporte policial, entre las 38 personas arrestadas hay funcionarios de gobierno, algunos de los cuales pertenecen al Partido del Movimiento Democrático Brasileño y otros son del Partido Progresista.
De acuerdo al Gobierno de Brasil, estos procedimientos ilegales se produjeron en solo 21 plantas de las 4.837 que existen en el país latinoamericano. Y solo seis de ellas con envíos al exterior.

### Desplome
El Ministerio brasileño de Industria y Comercio Exterior (MDIC) informó que las exportaciones de carne se desplomaron de un promedio de 63 millones de dólares diarios antes del escándalo a apenas 74.000 dólares registrados el martes 21 de marzo.Sin embargo, este 26 de marzo de 2017, el organismo informó que el retroceso de las ventas de carne de la semana pasada se limitó a un 20% en relación con la semana anterior, sin detallar el volumen de las ventas de cada día.
El mismo día en que se reveló la investigación policial, la cotización de JBS en la Bolsa de São Paulo cayó 10,59% y la de BRF, 5,65%. Lo que representa pérdidas cercanas a los US$1.900 millones.

## Reacción de clientes
Algunos de sus mayores clientes han reaccionado: China prohibió la entrada de carne roja mientras la Unión Europea anunció que suspende las compras de carne, pollo y otros productos de las empresas implicadas.
La Unión Europea (UE) urgió a Brasil a obrar por recuperar la confianza de los importadores y el propio ministro brasileño de Agricultura admitió que la imagen del país fue "muy dañada" por el escándalo de la venta de carne adulterada.Varios países bloquearon sus importaciones, aunque algunos clientes importantes como China limitaron luego la medida a los 21 frigoríficos señalados por la investigación.
Suiza amplió una prohibición a las importaciones de carne de procesadoras brasileñas de 4 a 21 plantas como parte de las medidas de seguridad que está adoptando.
El gobierno de Hong Kong ordenó retirar la carne empaquetada en Brasil por empresas que han sido señaladas de vender productos caducados.El secretario hongkonés de alimentación y salud, Ko Wing-man, informó que seis empaquetadoras supuestamente involucradas en el escándalo han exportado carne a Hong Kong.
En México, La Secretaría de Agricultura, Ganadería, Desarrollo Rural, Pesca y Alimentación (SAGARPA) informó que el Servicio Nacional de Sanidad, Inocuidad y Calidad Agroalimentaria (SENASICA) suspendió desde el 19 de marzo la importación de mercancías pecuarias de Brasil, luego de recibir la alerta sanitaria por adulteración de carne de res, esto en apego a las regulaciones internacionales y para proteger a los consumidores nacionales.
El Servicio de Sanidad y Calidad Alimentaria (Senasa) de Argentina, encargado de controlar la calidad de los productos alimenticios, anunció que reforzará las revisiones de carne importada desde Brasil.
El Departamento de Agricultura, Silvicultura y Pesca de Sudáfrica indicó por medio de un comunicado que bloquearía los productos de las compañías implicadas en la indagación. Autoridades portuarias también realizarán pruebas a la carne procedente de Brasil en busca de patógenos como la salmonela.
El periódico The New York Times dijo que el escándalo "pone en duda la agroindustria en Brasil, que ya afectó a la economía nacional debido a otros escándalos" además de mencionar el vínculo de un esquema de corrupción, con el partido del Presidente de Brasil El Financial Times dijo en el mismo tono del New York Times y también plantearon preguntas sobre el futuro de la industria de la carne en Brasil.
El Telegraph británico también citó las acusaciones de corrupción para mantener la carne podrida en el mercado y su relación con los empleados del gobierno federal, un hecho que también fue recordado por el diario estadounidense The Washington Post.
Corea del Sur, por su parte, anunció que reforzará las inspecciones a sus importaciones de carne de pollo brasileña y bloqueará temporalmente las ventas de productos de pollo de la empresa BRF.
El diario francés Le Figaro ve el desmantelamiento de una fuente de carne podrida.
El escándalo de la carne podrida de Brasil llegó a la Justicia de los Estados Unidos: denunciaron a dos frigoríficos.Tres importantes bufetes de abogacía de los Estados Unidos comenzaron a reunir inversores para procesar a los frigoríficos JBS y BRF. Una de las primeras acciones ante la Justicia norteamericana ya fue promovida por Leonforte Holdings, que reunió a un grupo de tenedores de papeles de JBS, que será acusado de violar las leyes estadounidenses.
Estados Unidos se sumó a las restricciones de importar carne brasilera.El Gobierno de España ha decidido inmovilizar por precaución 30 contenedores de carne provenientes de Brasil después del escándalo de la carne estropeada que estalló en ese país hace unos días, según anunció el Ministerio de Sanidad. Estos contenedores transportaban productos cárnicos de dos empresas brasileñas, JBS y BRF, dos de las implicadas presuntamente en el escándalo alimentario.

### Reanudación parcial y restringida
Brasil obtuvo una victoria parcial en su lucha por recuperar la credibilidad tras el escándalo de la carne adulterada, al anunciarse la reanudación de ciertas importaciones por parte de China, Chile y Egipto, tres de sus principales mercados que señalaron que materian restricciones a las plantas involucradas. Posteriormente se sumó a esta medida Corea del Sur.
Hong Kong levantó la veda total a la carne brasileña y se convirtió en el último de los grandes importadores en restringir su bloqueo a los 21 frigoríficos investigados por el escándalo de cortes adulterados.El Centro de Seguridad Alimentaria de Hong Kong (CSA) indicó en un comunicado que "las autoridades brasileñas entregaron información actualizada y declararon que harán una estricta implementación de los procesos internacionales de certificación, para demostrar la credibilidad del sistema, y continuarán realizando auditorías regulares para asegurar su funcionamiento pleno". Brasil celebró esta decisión.

## Reacción en Brasil
El presidente Michel Temer, el 19 de marzo, después de reunirse con los embajadores, anuncia grupo de trabajo para investigar las consecuencias de la operación carne débil.
El ministro brasileño de Agricultura, Blairo Maggi, emitió un comunicado en el informó que había ordenado la suspensión de 33 funcionarios del gobierno acusados de estar involucrados en el escándalo.
El presidente de Brasil, Michel Temer, criticó la manera en que la Policía Federal llevó a cabo la operación "Carne Fraca" ("carne débil", en portugués) que reveló el esquema de corrupción de adulteración de productos cárnicos, por considerar que generó problemas al país.
El Ministro de Agricultura, Ganadería y Abastecimiento, Blairo Maggi, Partido Progressita dijo el 18 de marzo en Cuiabá que algunos servidores se han desviado de sus funciones, y dijo que no dejar de consumir y recomendar el consumo de carne brasileña, diciendo que no hay riesgo.
El Director de Relaciones Internacionales y de Gobierno de BRF, Roney Nogueira dos Santos, fue detenido por la policía federal el 18 de marzo en el aeropuerto internacional de Guarulhos después de aterrizar en el extranjero.
La crisis, que afectó de inmediato a las exportaciones, se ha trasladado también al mercado interno, con una caída en el consumo y medidas como la anunciada por la Secretaría Nacional del Consumidor, dependiente del Ministerio de Justicia, que ordenó a tres empresas investigadas –Souza Ramos, Transmeat y Peccin– retirar sus productos de los establecimientos.

### Informes favorables de consumo interno
Los carniceros brasileños informan que las ventas se mantuvieron relativamente estables, según la consultora Scot Consultoria, que realiza una encuesta semanal con productores de carne en el estado de Sao Paulo.Abrafrigo, la asociación brasileña de productores de carne de vaca, afirma que quizás las ventas bajaron un 10% nacionalmente. “La principal percepción es que los brasileños siguen comprando carne de res”, dice el portavoz Norberto Staviski, “pero ahora tienen más cuidado”.

### Endurecimiento de regulaciones y normas
El Gobierno de Brasil ha anunciado que aplicara normas más estrictas a la Industria cárnica como la imposición de sanciones, “leves, moderadas, graves hasta gravísimas” a los que violen las disposiciones legales, donde en los casos extremos prevén el cierre de las fábricas responsables de fraudes.